# 九天風雲
《九天風雲》（英語：The Longest Week），是香港公營運輸機構九廣鐵路公司前任署理行政總裁黎文熹（Samuel Lai）所寫的一部報告文學書籍，出版於2007年的香港。

## 出版背景
2006年3月10日，九鐵公司署理行政總裁黎文熹連同全部5名總監及19名總經理，去信九廣鐵路公司管理局，指主席田北辰在九鐵公司內部干預過多、要求透明度過高及過份問責，形成一種「責難文化」，並在兩日內收集到八成員工逾3000個簽名。
3月11日，行政長官曾蔭權和田北辰會面。在3月12日下午，田氏召開記者會，宣佈辭職，但生效日期由曾蔭權決定。
3月14日，九鐵管理局召開特別會議處理事件，田北辰和黎文熹均有出席。當日下午2時，以九鐵市務總經理黎啟憲為首的20名九鐵高層人員集體請假，到位於中環的九鐵總部召開特別會議的會議室旁的房間召開記者會，聲援黎文熹及支持田北辰辭職。會後環境運輸及工務局局長廖秀冬博士宣報會議取得有建設性的進展。
3月15日，曾蔭權、廖秀冬、田北辰和黎文熹在政府總部召開記者會，宣佈田北辰將留任九鐵主席，田黎二人更四手相握以示和好。曾蔭權並指出九鐵出現嚴重紀律問題，故他已下令九鐵管理局處理事件。
3月16日，九鐵公司宣佈黎啟憲被解除合約，其餘19名請假出席記者會的管理層遭收警告信，如一年內再犯被解僱。同時黎文熹宣佈為九鐵公司出現嚴重紀律問題負責而辭去署理行政總裁一職，由曾任新鐵路工程高級總監的詹伯樂出任署理行政總裁，而於1986年加入教育電視至1993年離職的其中一人和潘錦全則被停薪留職。

## 發佈會
於2007年12月，即人事風波事隔超過一年半後、兩鐵合併之後的一星期，兩鐵剛正式合併後不久，黎文熹為其親自撰寫，並講述當年九廣鐵路「兵變」事件過程的《九天風雲》舉行發佈會。於會中，他表示是以平實的態度去寫，而非為發洩不滿。他亦表示之所以在兩鐵合併後才出書，是因為免影響到合併前的地鐵和九鐵員工。

## 內容
此書分為引言、12個章節及後記。12個章節的名稱分別是「山雨欲來」、「裂紋事件」、「第一天：風起雲湧」、「第二天：如箭在弦」、「撫今追昔」、「第三天：星火燎原」、「第四天：政府出手」、「第五天：對人對事」、「第六天：特首接見」、「第七天：特別會議」、「第八天：泰山壓頂」，及「第九天：宣佈辭職」。
此書第二章的67至69頁附有當時黎文熹等部份九鐵高層送呈九鐵管理局的密函中譯本。

## 外部連結
- 《九天風雲》 黎文熹| Joyful Books 快樂書房（繁體中文）
- 《九天風雲》 « 德看生活事（页面存档备份，存于）（繁體中文）
- 書評：《九天風雲》 | Jason 的虛擬世界（繁體中文）
- 屢犯眾怒歷史重演田二少死性不改- 時事- 政官莊東周網【東周刊官方網站】（页面存档备份，存于）（繁體中文）